# Melanotropin-Release-Inhibiting-Hormon
Melanotropin-Release-Inhibiting-Hormon (MIH), auch Melanostatin genannt, ist ein Neuropeptid, bestehend  aus drei Aminosäuren. Es wurde in den frühen 1960er Jahren entdeckt. 
Der Name stammt aus dem ursprünglichen Versuch mit lebenden Ratten. Wurde das MIH Ratten injiziert, verhinderte es die Freisetzung von Melanotropin (MSH) aus der Hypophyse. MIH wurde aus dem Hypothalamus isoliert. 
Die Primärstruktur des humanen Peptids besteht aus drei Aminosäuren (Pro-Leu-Gly-NH2) mit einer Molekülmasse von 300,36 Da. Das PLG-Amid entsteht bei der Spaltung von Oxytocin durch eine Exopeptidase und bildet das carboxyterminale Tripeptid von Oxytocin. Tyrosyl-Prolyl-Leucyl-Glycin-Amid (T-MIH) aus Rinderhypothalami kann nicht aus dem humanen Oxytocin entstehen, da dieses die Aminosäure Cystein statt Tyrosin an dieser Position enthält.

## Zweifel an der Release-Inhibiting-Hormon-Funktion
Die Releasing-Hormone des Hypothalamus werden in der Eminentia mediana freigesetzt und gelangen im Blut über das hypothalamisch-hypophysäre Portalsystem in die Adenohypophyse (Hypophysenvorderlappen). Dort wird  aus der gemeinsamen Vorstufe von ACTH und MSH (dem Proopiomelanocortin, POMC) fast ausschließlich das ACTH freigesetzt. Dagegen wird im Hypophysenzwischenlappen aus POMC MSH gebildet. Oxytocin oder ein  Spaltprodukt des Oxytocin, kann nicht aus dem Hypothalamus über das Portalsystem in den Hypophysenzwischenlappen gelangen. In der Neurohypophyse (Hypophysenhinterlappen), die direkt an den Zwischenlappen angrenzt, wird Oxytocin (wie auch Vasopressin) in Nervenenden gespeichert. Ob das Abbauprodukt existiert und in den Zwischenlappen gelangt, kann nicht gesagt werden. MIH wurde aus dem Hypothalamus und nicht aus der Hypophyse isoliert.
Die neuere Literatur weist dem MIH eine Rolle als Regulator der MSH-Freisetzung im Gehirn selbst zu. MSH ist im Gehirn an der Regulation der Nahrungsaufnahme beteiligt. Dabei bindet MSH an den MSH-Rezeptor auf Nervenzellen, die Neuropeptid Y bilden und freisetzen (NPY-Neuronen). Neuropeptid Y wurde auch als Melanostatin gefunden.